# Pyxine petricola
Pyxine petricola är en lavart som beskrevs av Nyl. Pyxine petricola ingår i släktet Pyxine och familjen Physciaceae.   Inga underarter finns listade i Catalogue of Life.